# つゆ焼きそば

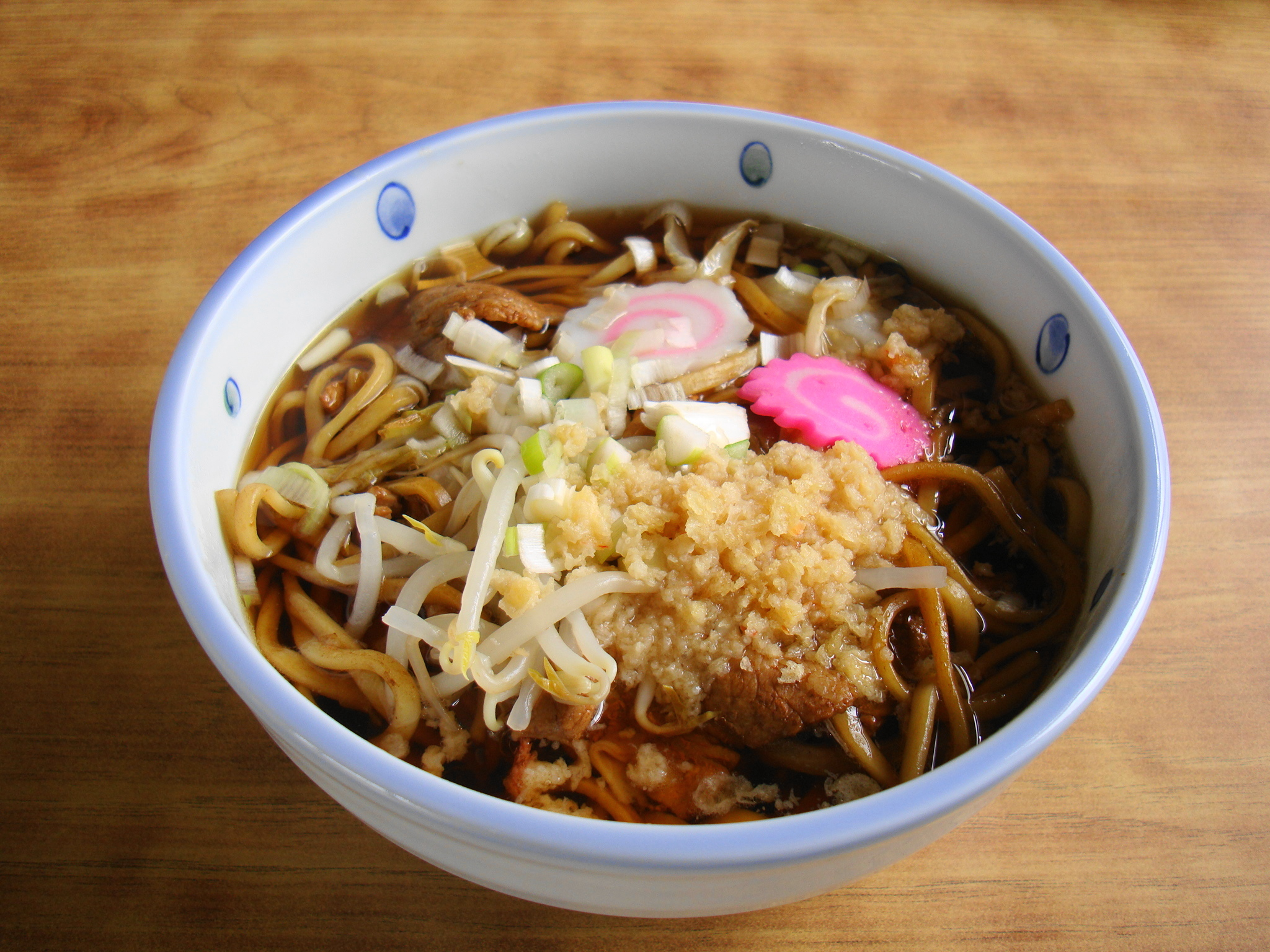
つゆ焼きそばの例

つゆ焼きそば（つゆやきそば）は、青森県黒石市の黒石やきそばから派生したご当地グルメ。黒石やきそばにそばつゆやラーメンスープをかけるのが特徴。

## 概要
太めで平たい太平麺と甘辛いソースが特徴の『黒石やきそば』を器に入れそばつゆをかけて、最後にたっぷりの揚げ玉とネギを盛りつけて提供される。入れられるつゆにはポピュラーな和風だしベースが基本だが、それ以外にもラーメンスープや豚骨スープ、うどんの汁、塩つゆやきそばなど、店によっていくつかのバリエーションが存在する。
やきそばのまち黒石会での黒石やきそばの定義
- 黒石市内の太平麺を使用。
- 具材は太平麺、豚バラ肉、キャベツ、玉ねぎ、ウスターソース（基本カゴメだが店舗によって変更あり）

黒石やきそばの特徴である太平麺は『やぶや』『三福』などの物が代表的である。B-1グランプリ参戦時には『やぶや』の麺をB-1グランプリ用に特注した物を使用した。製麺業者は他にもアキモト（弘前）・工藤製麺所（黒石）などが有る。
1度は消え去ってしまった「つゆそば」だが、「つゆやきそば」としてカップメンの販売を控えた頃から活発化しmixi内でやきそばのまち黒石会と黒石やきそば応援団ブラストが設立され、2つの団体が発足する。
お店によって「やきそば」であったり「焼きそば」であったりと表記ゆれがある。やきそばのまち黒石会と黒石やきそば応援団ブラストでは、「やきそば」で表記している。

## 歴史
昭和30年代後半に存在した「美満寿（みます）」という店にあった『つゆそば』が元祖とされる。多忙だった店員が間違えてラーメンのスープに焼きそばを入れたことが始まりという説がある。
美満寿は旧中郷中学校入り口にあり、学校帰りのおなかを空かした中高生に、冷めたやきそばに温かいそばつゆを掛けて食べさせていた。当時はつゆやきそばと言う表現ではなく「つゆそば」だった。店には一斗缶に入った揚げ玉（天カス）が置いてあり、幾らでも好きなだけ入れて食べる事ができた。
現在「元祖つゆ焼きそば」という名前は「お食事処 妙光」が商標登録を行っているが、上記の通り元祖は美満寿であり、妙光は元祖ではない。「黒石やきそば専門店 すずのや」では「美満寿の味を再現した」と称するつゆ焼きそばを販売しているほか、そばつゆが別添えとなっている「化けやきそば」も販売している。
「味の店 明日香」の店主の母親が、当時美満寿で働いており、現在も店主がその味を継いでいる。

## 任意団体
やきそばのまち黒石会
主に店主で構成されているが一般市民、議員も所属。黒石商工会議所を事務局に置き、地元の情報の共有、発信などを行っていたが、現在は無い。
黒石やきそば応援団ブラスト
市民で構成されている任意団体。上記の「やきそばのまち黒石会」とは別の団体である。黒石を応援するというのがモットーである。

## キャラクター、大使
やきそば大使には「りんご娘」とホイドーズ「鉄まん」と「つゆヤキソバン」が選ばれている。応援歌には元祖津軽衆ロックホイドーズが歌う「ハッピーつゆやきそば」がある。
ゆるキャラとして黒石商業高校の学生が構想を練り、うまれたキャラクター「つゆヤキソバン」は、ふるさと戦隊☆KUROISIXのリーダーでも有り、現在はつゆヤキソバン、モミー、おかみ、よされの横田さん、こけシケコ、雪田マサオが市民やきそば応援団ブラストの方でキャラを具現化されており、日本ご当地キャラクター協会にも登録している。

## 派生商品
エースコックより2007年12月10日に青森県黒石市名物!『つゆ焼きそば』」として全国発売された。本製品の発売はmixiで一般応募された「カップめん開発オーディション」が基となっている。発案者は後に「黒石やきそば応援団ブラスト」を結成している。
日清食品チルドより2010年9月1日より「黒石風つゆ焼そば」が発売された。本製品は「やきそばのまち黒石会」監修のもと、黒石つゆ焼きそばを再現したものである。
現在は、やきそばのまち黒石会と愛Bリーグの公式お土産品（3食入り＆2食入り）が発売中である。

## ラジオ
地域コミュニティ放送「エフエムジャイゴウェーブ」にて、黒石やきそば応援団ブラスト団長のはれぢが業界初のやきそば情報chが毎週月曜日の14時より30分間放送されている。